# Неткалиев, Ерденбек Неткалиевич
Неткалиев Ерденбек Неткалиевич (1914—1945) — советский офицер-кавалерист в Великой Отечественной войне. Герой Советского Союза (24.03.1945, посмертно). Гвардии капитан.

## Биография
Родился 3 февраля 1914 года в ауле Камыста Царевского уезда Астраханской губернии Российской империи (ныне село Камысты Жанибекского района Западно-Казахстанской области Республики Казахстан) в крестьянской семье. Казах. После окончания школы поступил в Алма-Атинской зооветеринарный институт, по окончании которого в 1936 году работал в Южно-Казахстанской области (с 1938 года — Кзыл-Ординская область) заведующим учебной частью школы животноводства, преподавателем в сельскохозяйственном техникуме, инспектором облисполкома по животноводству.
В ряды Рабоче-крестьянской Красной Армии был призван Аральским районным военкоматом Кзыл-Ординской области Казахской ССР в 1939 году. В 1940 году окончил курсы младших лейтенантов. В действующей армии младший лейтенант Е. Неткалиев с октября 1941 года в должности офицера связи 5-го кавалерийского полка 9-й кавалерийской дивизии 2-го кавалерийского корпуса. В боях с немецко-фашистскими захватчиками с ноября 1941 года на Западном фронте. Участник Битвы за Москву. Боевое крещение принял в боях под селом Угодский Завод во время Тульской оборонительной операции, когда 11 ноября 1941 года 2-й кавалерийский корпус был брошен в бой в полосе обороны 49-й армии. После того, как немецкое наступление под Серпуховым было остановлено, корпус был переброшен под Каширу в полосу обороны 50-й армии. До лета 1942 года воевал на ржевско-вяземском выступе в районе Дорогобужа. 17 августа 1942 года во время выполнения боевого задания был тяжело ранен, но доставил пакет по назначению, после чего был эвакуирован в госпиталь.
После выздоровления получил звание лейтенанта и 3 октября 1942 года прибыл в 12-й гвардейский кавалерийский полк 3-й гвардейской кавалерийской дивизии 2-го гвардейского кавалерийского корпуса Западного фронта, где был назначен на должность заместителя командира 3-го сабельного эскадрона по строевой части. 28 ноября 1942 года во время боёв в Сычёвском районе Смоленской области, заменив раненого в бою командира эскадрона, со своими бойцами прорвал немецкую оборону на участке Подосиновка — Аристово и обеспечил выход в тыл противника своего полка. Перерезав железнодорожную ветку Ржев — Сычёвка, 3-й эскадрон 12-го гвардейского кавалерийского полка под его командованием почти три дня вёл бой в деревне Никишкино, отражая атаки многократно превосходящих сил противника. Бойцы уничтожили около 80 немецких солдат и офицеров и серьёзно повредили вражеский бронепоезд.
30 ноября 1942 года был тяжело ранен. Местные жители отнесли его к партизанам, где ему была оказана первая помощь. Затем первым самолётом его эвакуировали на «большую землю».
В 12-м гвардейском кавалерийском полку числился среди погибших, но зимой 1943 года он вернулся в свою часть, которая воевала на Центральном фронте. Во время Севской операции участвовал в трёх рейдах за линию фронта.
Летом 1943 года ему было присвоено звание гвардии старшего лейтенанта. Он был переведён в штаб 3-й гвардейской кавалерийской дивизии и назначен на должность командира взвода дивизионной разведки. В ходе Орловской и Брянской операций неоднократно выполнял ответственные задания командования как на передовой, так и в тылу противника. Когда во время одной из контратак противник, стремясь окружить и уничтожить подразделения корпуса, создал на их фланге опасную ситуацию, брошенный в бой взвод разведки, проявив мужество и стойкость, дал время и возможность соединениям корпуса провести перегруппировку сил.
С ноября 1943 года принял участие в Гомельско-Речицкой и Калинковичско-Мозырской операциях. 14 января 1944 года участвовал в освобождении города Мозырь.
Перед началом Белорусской стратегической операции принял под командование 2-й сабельный эскадрон 12-го гвардейского кавалерийского полка 3-й гвардейской кавалерийской дивизии 2-го гвардейского кавалерийского корпуса 1-го Белорусского фронта.
В ходе Люблин-Брестской операции эскадрон гвардии старшего лейтенанта Е. Неткалиева первым форсировал Западный Буг, захватил плацдарм на правом берегу реки, и отразив многочисленные контратаки противника, обеспечил переправу своей дивизии. В период с 26 по 30 июля 1944 года эскадрон преодолел упорное сопротивление немцев и первым вышел на окраину Седлеца. По итогам боёв в Белоруссии и восточной Польше присвоено звание капитана.
31 января 12-й гвардейский кавалерийский полк занял оборону южнее города Ратцебур. В течение двух суток 2-й сабельный эскадрон гвардии капитана Неткалиева отразил 10 контратак врага из 15-й пехотной дивизии СС «Остланд» и 23-й моторизованной дивизии СС «Недерланд». 2 февраля 1945 года немцам удалось окружить позиции эскадрона. Е. Неткалиев был тяжело ранен, но не вышел из боя. Истекая кровью, он занял позицию за станковым пулемётом и продолжал отражать атаки врага, пока не был ранен снова. Второе ранение оказалось смертельным.
Когда подоспело подкрепление, в эскадроне осталось не более десятка бойцов, но поставленная задача была выполнена. Всего за три дня боёв 2-й сабельный эскадрон уничтожил до 400 солдат и офицеров неприятеля, 3 тяжёлых орудия и 6 станковых пулемётов с расчётами. В плен было захвачено 80 немецких солдат и 5 офицеров.
За образцовое выполнение боевых заданий командования на фронте борьбы с немецкими захватчиками и проявленные при этом отвагу и геройство указом Президиума Верховного Совета СССР от 24 марта 1945 года гвардии капитану Неткалиеву Ерденбеку Неткалиевичу было присвоено звание Героя Советского Союза посмертно.
Похоронен в городе Оконек Злотувского повята Великопольского воеводства Польской Республики.

## Награды
- Медаль «Золотая Звезда» (24.03.1945, посмертно).
- Орден Ленина (24.03.1945, посмертно).
- Орден Красного Знамени (30.04.1943).
- Два ордена Красной Звезды (05.11.1943; 06.08.1944).
- Медаль «За отвагу» (05.09.1942).

## Память
- Именем Героя Советского Союза Е. Н. Неткалиева названы улицы в городах Алма-Ата, Тараз, Кызылорда и Уральске Республики Казахстан.
- Имя героя носит школа, где он учился, в родном селе Камыста Джанибекского района в Западно-Казахстанской области.
- В 1985 году в Уральске воздвигнут мемориал с Вечным огнем и стелой с портретами Героев Советского Союза, среди них портрет Ерденбека Неткалиева.

## Документы
- Информационная система «Память народа».
- Общедоступный электронный банк документов «Подвиг Народа в Великой Отечественной войне 1941—1945 гг.» Дата обращения: 29 января 2013. Архивировано из оригинала 13 марта 2012 года.

Герой Советского Союза. Дата обращения: 29 января 2013. Архивировано 5 февраля 2013 года.
Орден Красного Знамени. Дата обращения: 29 января 2013. Архивировано 5 февраля 2013 года.
Орден Красной Звезды (1943). Дата обращения: 29 января 2013. Архивировано 5 февраля 2013 года.
Орден Красной Звезды (1944). Дата обращения: 29 января 2013. Архивировано 5 февраля 2013 года.
Медаль «За отвагу». Дата обращения: 29 января 2013. Архивировано 5 февраля 2013 года.
- Обобщенный банк данных «Мемориал». Дата обращения: 29 января 2013. Архивировано из оригинала 10 мая 2012 года.

ЦАМО, ф. 33, оп. 11458, д. 816.
ЦАМО, ф. 33, оп. 11459, д. 515.
ЦАМО, ф. 33, оп. 11458, д. 650.
ЦАМО, ф. 58, оп. 818883, д. 35.
ЦАМО, ф. 58, оп. 18001, д. 1482.
ЦАМО, ф. 33, оп. 11458, д. 37.